# Джахангир-мирза
Джахангир-мирза (1485—1507) — тимуридский принц, губернатор Газни (1504—1507), младший брат и соратник Бабура, основателя Империи Великих Моголов в Индии.

## Биография
Родился в 1485 году в Фергане (Империя Тимуридов). Второй сын Умар-Шейха-мирзы (1456—1494), эмира Ферганы (1469—1494). Матерью Джахангира была Фатима-Султан, дочь могольского туманбека. Бабур (1483—1530), его сводный старший брат, был сыном Умар-Шейха-мирзы и Кутлуг-Нигар-ханым (1459—1505), дочь Йунус-хана Могулистанского.
Джахангир-мирза был в центре внимания соперничающего кружка могольских эмиров за то, что они претендовали на родовые земли Умар-Шейха-мирзы, Ферганскую долину, в первые годы правления Бабура в качестве молодого тимуридского принца . Однако позже Джахангир-мирза имел почти стабильные отношения с Бабуром, о чем свидетельствует его выживание в качестве мирзы со своими последователями и его более поздний статус первого среди равных среди мирз более низкого ранга из династии Тимуридов. Джахангир-мирза был в лагере Бабура в конце его карьеры и настоятельно рекомендовал начать атаку на Калат-и-Гилзай во время болезни Бабура в 911 году хиджры, согласно Бабур-наме . Джахангир-мирза присутствовал на многочисленных пирах и праздниках Бабура во время его дальнейшего похода на Кабул. Джахангир-мирза был награжден Газни за его труды в успешной кампании Бабура по завоеванию Кабула в 1504 году. Позже Бабур посетил его в Газни, о чем свидетельствует историческая миниатюра, изображающая пир, устроенный им в Газни в честь Бабура в мае 1505 года.
Последнее упоминание о Джахангире Мирзе в Бабур-наме относится к событиям 913 г. хиджры в 1508 году, когда его жена, мать его сына Пир Мухаммад-мирзы, пришла засвидетельствовать свое почтение Бабуру.